# Albion K. Parris
Albion Keith Parris, född 19 januari 1788 i Hebron, Massachusetts (i nuvarande Maine), död 11 februari 1857 i Portland, Maine, var en amerikansk politiker och jurist. Han var guvernör i delstaten Maine 1822–1827. Han representerade Maine i USA:s senat 1827–1828. Han var först demokrat-republikan och senare demokrat.
Parris utexaminerades 1806 från Dartmouth College. Han studerade sedan juridik och arbetade därefter som advokat. Han var 1811 åklagare i Oxford County. Han var ledamot av USA:s representanthus från Massachusetts 1815–1818 och tjänstgjorde sedan som domare i en federal domstol 1818–1820.
Parris efterträdde 1822 Daniel Rose som guvernör i Maine. Han efterträddes 1827 av Enoch Lincoln. Parris tillträdde sedan i mars 1827 som senator. Han avgick 1828 och tjänstgjorde därefter som domare i Maines högsta domstol fram till 1836. Han var 1852 borgmästare i Portland.
Parris avled 1857 och gravsattes på Western Cemetery i Portland.